# Frank Latimore
Franklin Latimore (Darien, 28 settembre 1925 – Londra, 29 novembre 1998) è stato un attore statunitense.

## Biografia
È conosciuto soprattutto per l'interpretazione del dottor Ed Coleridge nella soap opera televisiva I Ryan. Tra il 1976 e il 1979 prese parte anche alla soap opera Sentieri. Nel 1949 venne chiamato in Italia, per alcune produzioni cinematografiche e vi lavorò per oltre 15 anni, interpretando personaggi come pirati, militari e avventurieri. In alcune pellicole, a inizio carriera, utilizzò lo pseudonimo di Frank Kline.

## Filmografia parziale
- Nel frattempo, cara (In the Meantime, Darling), regia di Otto Preminger (1944)
- Donne e diamanti (The Dolly Sisters), regia di Irving Cummings (1945)
- Shock, regia di Alfred L. Werker (1946)
- Tre ragazze in blu (Three Little Girls in Blue), regia di H. Bruce Humberstone (1946)
- Il filo del rasoio (The Razor's Edge), regia di Edmund Goulding (1946)
- Il 13 non risponde (13 Rue Madeleine), regia di Henry Hathaway (1947)
- Cagliostro (Black Magic), regia di Gregory Ratoff (1949)
- Yvonne la Nuit, regia di Giuseppe Amato (1949)
- Il caimano del Piave, regia di Giorgio Bianchi (1951)
- Core 'ngrato, regia di Guido Brignone (1951)
- Una donna ha ucciso, regia di Vittorio Cottafavi (1952)
- A fil di spada, regia di Carlo Ludovico Bragaglia (1952)
- Tre storie proibite, regia di Augusto Genina (1952)
- La nemica, regia di Giorgio Bianchi (1952)
- Sul ponte dei sospiri, regia di Antonio Leonviola (1953)
- Napoletani a Milano, regia di Eduardo De Filippo (1953)
- Capitan Fantasma, regia di Primo Zeglio (1953)
- Per salvarti ho peccato, regia di Mario Costa (1953)
- Vestire gli ignudi, regia di Marcello Pagliero (1954)
- Papà Pacifico, regia di Guido Brignone (1954)
- La figlia di Mata Hari, regia di Renzo Merusi e Carmine Gallone (1954)
- Il principe dalla maschera rossa, regia di Leopoldo Savona (1955)
- L'ultimo amante, regia di Mario Mattoli (1955)
- Il falco d'oro, regia di Carlo Ludovico Bragaglia (1955)
- Lo spadaccino misterioso, regia di Sergio Grieco (1956)
- Terrore sulla città, regia di Anton Giulio Majano (1957)
- Quattro alla frontiera (Cuatro en la frontera), regia di Antonio Santillán (1958)
- La congiura dei Borgia, regia di Antonio Racioppi (1959)
- Il grande capitano (John Paul Jones), regia di John Farrow (1959)
- I cavalieri del diavolo, regia di Siro Marcellini (1959)
- Delitto in pieno sole (Plein Soleil), regia di René Clément (1960)
- Gli avventurieri dei tropici, regia di Sergio Bergonzelli (1960)
- Sesso e alcol (Les Scélérats), regia di Robert Hossein (1960)
- Guadalcanal ora zero (The Gallant Hours), regia di Robert Montgomery (1960) (non accreditato)
- La spada della vendetta, regia di Luigi Latini De Marchi (1961)
- Zorro il vendicatore (La venganza del Zorro), regia di Joaquín Luis Romero Marchent (1961)
- L'urlo dei Marines (Then There Were Three), regia di Alex Nicol (1961)
- L'ombra di Zorro (Cabalgando hacia la muerte), regia di Joaquín Luis Romero Marchent(1962)
- Se è martedì deve essere il Belgio (If It's Tuesday, This Must Be Belgium), regia di Mel Stuart (1969)
- Rosolino Paternò, soldato, regia di Nanni Loy (1970)
- Patton, generale d'acciaio (Patton), regia di Franklin J. Schaffner (1970)
- La casa della paura, regia di William Rose (1974)
- Tutti gli uomini del presidente (All the President's Men), regia di Alan J. Pakula (1976)

## Doppiatori italiani
- Giulio Panicali in Core 'ngrato, Una donna ha ucciso, Napoletani a Milano, Cagliostro, Il caimano del Piave, Sul ponte dei sospiri, L'ultimo amante, Tre storie proibite
- Giuseppe Rinaldi in Il filo del rasoio, Il falco d'oro, La nemica
- Emilio Cigoli in Yvonne la nuit, Per salvarti ho peccato, I cavalieri del diavolo
- Gualtiero De Angelis in A fil di spada, Capitan Fantasma, La figlia di Mata Hari
- Stefano Sibaldi in Papà Pacifico, Zorro il vendicatore, L'ombra di Zorro
- Enrico Maria Salerno in Il principe dalla maschera rossa
- Adolfo Geri in Donne e diamanti
- Pino Locchi in Il 13 non risponde
- Riccardo Cucciolla in La spada della vendetta
- Cesare Barbetti in Il grande capitano
- Nino Dal Fabbro in Rosolino Paternò soldato